# Subdirecció General (Espanya)
La Subdirecció General a Espanya és una divisió d'una Direcció General. Al càrrec de la subdirecció general hi ha el subdirector general, que està sota la supervisió del director general o òrgan del qual en depén. El subdirector general és nomenat i cessat pel ministre o secretari d'estat del qual en depenga, sent requerit que siga un funcionari de carrera.
Les seues funcions són les d'executar projectes o activitats que se li assignen i gestionar els assumptes de la seua competència.